# طاقة كهربائية

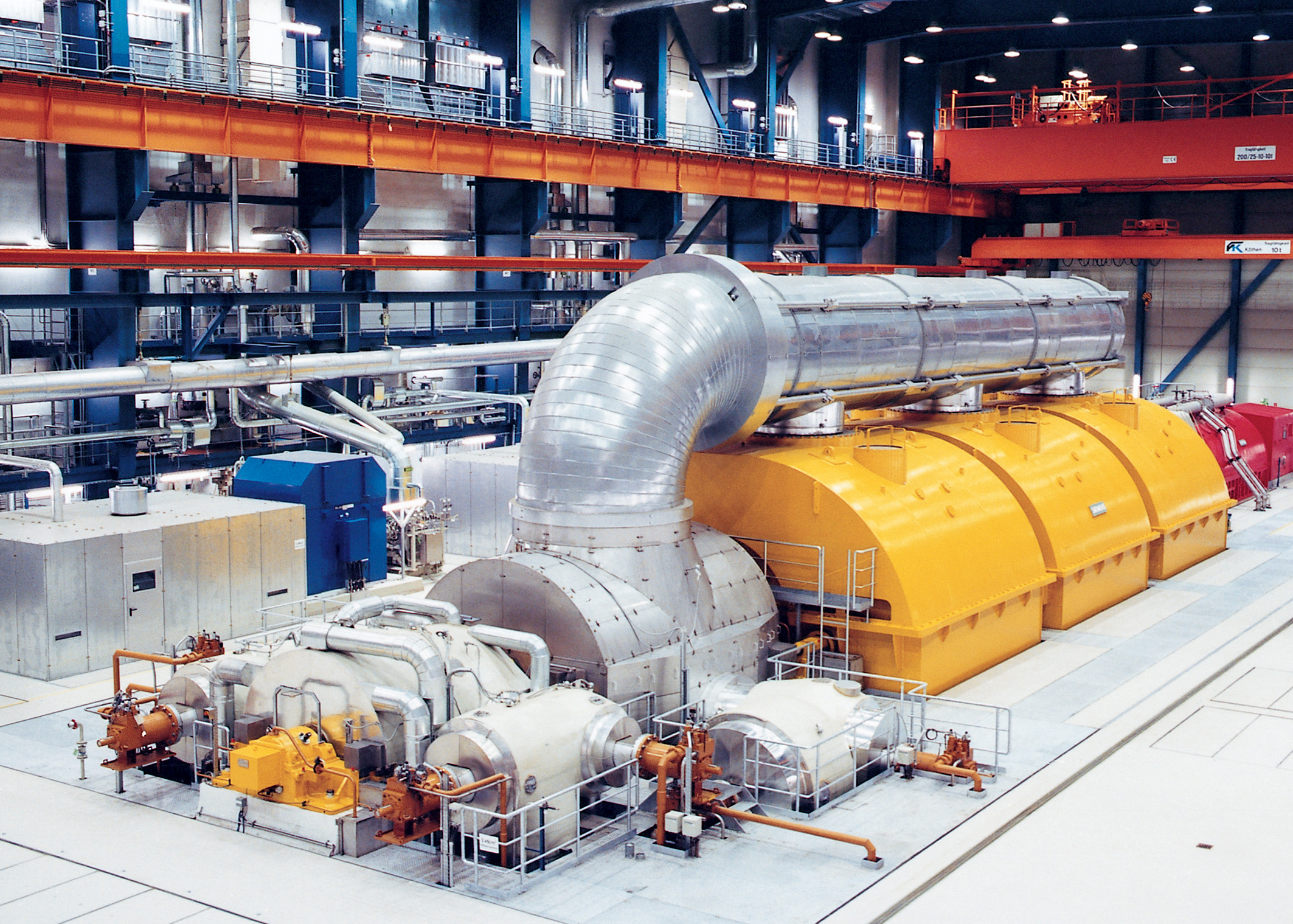

الطَّاقَةُ الكَهْرَبَائِيَّةُ هي أحد أنواع الطاقة الموجودة في الطبيعة، يمكن الحصول على الطَّاقَةِ الكَهْرَبَائِيَّةِ من الطبيعة عن طريق الصواعق والاحتكاك ولكن هذا صعب وغير مجدٍ اقتصادياً. ولكن يمكن توليد الطاقة الكهربائية بعِدَّة طرق أُخرى منها الكيميائية مثل البطاريات أو عن طريق تحويل الطاقة الحركية إلى طاقة كهربائية وذلك بتحريك سلك موصل في مجال مغناطيسي كما في المولِّدات الكهربائية أو بتسخين مزدوج حراري كما في المزدوجة الحرارية.
- في البطاريات تكون الكهرباء المتولِّدة ذات تيار مستمر.
- في المولِّدات الكهربائية تكون الكهرباء المولَّدة في الغالب ذات تيار متناوب ويمكن أنْ تكون الكهرباء ذات تيار مستمر.
الطاقة الكهربائية هي إحدى الصور المهمة للطاقات التي تستخدم في شتَّى المجالات والتي لا غنى عنها في حياتنا اليومية في الاستخدامات المنزلية كالإنارة والتدفئة وتشغيل الأجهزة الكهربائية المنزلية وكافة المجالات الأخرى مثل الصناعة والاتصالات والمجالات العلمية.

## طرق توليد الطاقة الكهربائية
يتم توليد الطاقة الكهربائية في محطات خاصة لتوليد الطاقة الكهربائية وهي على أنواع:

### طرق نمطية
- محطات حرارية لتوليد الطاقة الكهربائية، حيث يتم فيها تسخين الماء وتحويله إلى بخار يستخدم في تدوير عنفات توربينية بخارية (ذات سرع عالية) تدور بدورها مكائن لتوليد الكهرباء وهي بقدرات مختلفة.
- محطات مائية لتوليد الطاقة الكهربائية، حيث تستخدم الطاقة الكامنة في المجمعات المائية (السدود والشلالات) في تدوير عنفات توربينية مائية (ذات سرع منخفضة) تدور بدورها مكائن لتوليد الكهرباء وهي بقدرات مختلفة.

الطاقة الكهربائية المولدة بالمحطات السابقة هي ذات تيار متردد في أغلب الأحوال ويتم استخدامها فورا نظرا لارتفاع تكلفة تخزين الطاقة الكهربائية بكميات كبيرة.

### طرق غير نمطية
- توليد الكهرباء باستخدام الألواح الشمسية الخلايا الشمسية (الكهرباء المولدة بهذه الطريقة هي ذات تيار مستمر) ويمكن تحويلها إلى تيار متردد وفي حالة عدم الاتصال بالشبكة الكهربائية يتم تخزين الطاقة المنتجة في بطاريات خاصة لحين الحاجة لها.
- محطات توليد الكهرباء باستخدام الطاقة الشمسية المركزة.
- محطات توليد الكهرباء بواسطة طاقة الرياح باستخدام طواحين هوائية كبيرة.
- محطات توليد الكهرباء بواسطة طاقة المد والجزر وطاقة موج البحر.
- محطات صغيرة لتوليد الكهرباء والحرارة معاً حيث يتم استخدام هذه المحطات بشكل رئيسي في إنتاج الحرارة لغرض تسخين المياه والتدفئة مع إنتاج كمية صغيرة من الكهرباء حيث يتميز هذا النوع من المحطات بارتفاع كفاءتها.

## محطات توليد الكهرباء
عموما يتم توليد الكهرباء بمحطات كبيرة تصل طاقاتها إلى آلاف الميجاوات بجهد منخفض 11000 فولت ذو تيار متردد 50 هرتز أو 60 هرتز.تكون محطات توليد الكهرباء قرب مصادر الطاقة الأساسية على الأكثر وربما بعيدا عن أماكن الحاجة الفعلية لها، حيت يتم تحويل الجهد الكهربائي بواسطة محولات كهربائية إلى جهد عالي 33 كيلوفولت أو 132 كيلوفولت أو 220 كيلو فولت او400 كيلو فولت تهيئة لنقلها من منطقة التوليد إلى منطقة الحاجة لها بواسطة أبراج كبيرة تعلق عليها الأسلاك التي تمرر التيار الكهربائي. حيث يتم قرب المواقع التي يحتاج فيها للطاقة الكهربائية إلى جهد منخفض 400 فولت أو 220 فولت أو 110 فولت بواسطة محولات كهربائية أخرى.

## أهم مميزات الطاقة الكهربائية
- يمكن التحكم بها بسهولة.
- لها كفاءة نقل عالية.
- يمكن تحويلها إلى صور أخرى من صور الطاقة بسهولة وكفاءة.
- ليس لها مخلفات تلوث للهواء الجوي.
- تعتبر أكثر أماناً من معظم البدائل الأخرى.